# Pere Bernadàs i Llor
Pere Bernadàs i Llor (Tàrrega, 29 de novembre del 1875 – Barcelona, 5 de novembre del 1914) fou un sacerdot escolapi i mestre d'escola català.

## Biografia
Alumne de l'Escola Pia de Tàrrega. Acabat el període de noviciat, professà dintre de l'Escola Pia de Moià el 15 d'agost de 1892. Cursà la carrera eclesiàstica a Iratxe i San Pedro de Cardeña. El 1896 va ser incorporat a la comunitat escolàpia de Sant Antoni de Barcelona. Després de l'incendi del col·legi el 1909 durant la setmana tràgica, passà a la comunitat del Passeig de Gràcia i després a la del carrer de la Diputació, en el col·legi de Nostra Senyora. Era mestre titular. Treballà sempre a la primera ensenyança fins que la mort se l'emportà amb només trenta-nou anys. Molt destre en el dibuix, matèria que impartia als alumnes. Tenia coneixements de música que aprofitava per motivar els nois; creà un cor infantil a Sant Antoni. Organitzador dels festivals esportius que presentà el col·legi de Nostra Senyora aquells anys. Com a acreditat mestre de gramàtica impartí una de les conferències en l'assemblea de primer ensenyament de 1911 organitzat per l'Escola Pia catalana. Exposà que l'ensenyament de la gramàtica ha de ser pràctic, perquè la llengua ha ser llegida, escrita i parlada. Cal fer aprendre vocabulari i ensenyar-lo a usar correctament. Presentà un programa complet i cíclic en tres graus de com calia procedí en l'ensenyament de la gramàtica. Advocà pel dictat com a camí per a aprendre l'ortografia. S'ha d'ensenyar —afirmava— a redactar des del primer any amb frases curtes, targetes, postals, cartes, els documents més habituals. Es pot motivar els alumnes fent-los dibuixar historietes mudes —és a dir, còmics— que després explicaran de paraula o a través d'un redactat. La finalitat de la classe de gramàtica ha de ser que escriguin correctament i que s'expressin amb deseiximent i correcció. Tot plegat era un programa renovador que encaixava en l'ambient pedagògic de principis del segle xx per a una escola graduada com eren aleshores les dels escolapis.